# Adamant
Adamant is een term die verwijst naar een hard materiaal, opgebouwd uit diamant, andere edelstenen of een harde metaalsoort. Zowel het woord adamant als diamant komen van het Griekse woord αδαμας (adamas), wat ontembaar betekent.
Sinds diamant exclusief voor het hardste materiaal wordt gebruikt, heeft adamant, en de bijvoeglijke vorm adamantine voornamelijk een poëtische en figuratieve rol. De afgeleide woorden adamantium en adamantite zijn ook gangbaar.

## Voorbeelden van gebruik
- In de Griekse mythologie gebruikt Kronos een adamantine sikkel om zijn vader Uranus te castreren, de goden zijn in tegenstelling tot ijzer niet immuun tegen adamant.
- In de Romeinse mythologie is de Tartarus verzegeld met kolommen van massief adamant. (zie Aeneis, zang VI)
- In de Noordse mythologie is de god Loki gebonden aan ketens van adamant.
- In de King James Version van de bijbel, wordt het woord adamant in verscheidene verzen gebruikt. Latere vertalingen gebruikten diamant in plaats van adamant.
- In The Knight's Tale (een van de Canterbury Tales) wordt verteld over een adamantine tafel waar de goden het lot van de wereld in schrijven.
- In de trilogie In de Ban van de Ring (The Lord of the Rings) van J.R.R. Tolkien wordt Galadriels ring Nenya 'ring van adamant' genoemd. Ook wordt er vermeld dat de toren Orthanc van een adamant-achtig materiaal is gemaakt. In Bilbo's lied over Eärendil wordt gezegd dat zijn helm uit adamant is vervaardigd. (zie ook: mithril)
- In verscheidene fantasygames, zoals RuneScape, D&D en EverQuest II is het materiaal adamant de grondstof voor vele wapens, wapenrusting en monsters.
- In het marvel universum is adamantium een van de sterkste metalen en is verwerkt in Wolverines en Sabretooths skelet en klauwen.
- Adamantine is een medische term voor tandglazuur.
- In het Engels gebruikt men het wel om er koppigheid of onverzettelijkheid mee uit te drukken ("He is adamant about it.").
- In de geneeskunde onderscheidt men het adamantinoom als een zeer zeldzame bottumor en het adamantinomateuze craniofaryngeoom, de meestvoorkomende subvorm van het craniofaryngeoom.[1]